# Blood Feast
Blood Feast és una pel·lícula splatter estatunidenca dle 1963. Va ser composta, rodada i dirigida per Herschell Gordon Lewis, escrita per Allison Louise Downe a partir d'una idea de Lewis i David F. Freidman, i protagonitzada per Mal Arnold, William Kerwin, Connie Mason i Lyn Bolton. La trama se centra en un psicòpata de restauració anomenat Fuad Ramses (Arnold) que mata dones per poder incloure parts dels seus cos en els seus àpats i fer sacrificis a la seva "deessa egípcia" Ishtar.
Blood Feast es considera la primera pel·lícula splatter, un subgènere de terror conegut per les seves representacions gràfiques del gore a la pantalla. Va tenir un gran èxit, va recaptar 4 milions de dòlars contra el seu petit pressupost de 24.500 dòlars, alhora que va rebre males ressenyes dels crítics, que la van criticar com a amateur i vulgar. La pel·lícula va ser seguida per una seqüela relacionada, Blood Feast 2: All U Can Eat, el 2002.

## Argument
Una dona arriba a casa al seu apartament de Miami Beach i s'assabenta d'un assassinat recent a Rogers Park. Aleshores, ella mateixa és assassinada mentre es banya. Abans de marxar, l'assassí li talla la cama per sobre del genoll amb un matxet i l'empaqueta. A prop del cos es veu una còpia d'un llibre titulat Ancient Weird Religious Rites.
A la comissaria de policia l'endemà al matí, el detectiu Pete Thornton consulta amb el cap de l'oficina d'homicidis sobre els assassinats, que diu que l'assassí segueix un patró de mutilació de les seves víctimes extirpant-les les extremitats i els òrgans. En un altre lloc de la ciutat, Dorothy Fremont contracta un càtering anomenat Fuad Ramses per organitzar un sopar per a la seva filla, Suzette. Ramsès, que és l'assassí en sèrie, li diu a la Sra. Fremont que prepararà una festa de l'antic Egipte per a l'afer. Mrs. Fremont està encantada, ja que Suzette té interès per l'Egiptologia. Després de la Sra. Fremont surt de la botiga de Ramsès, va a una habitació del darrere, on ha consagrada una estàtua de la deessa Ishtar. Ramsès està preparant una "festa de sang": un guisat fet amb la sang i les parts del cos de les seves víctimes destinat a ressuscitar Ishtar.

Més tard aquell dia, Thornton li diu al cap que va entrevistar els coneguts de l'última víctima i que era membre d'un club de lectura. Aquella nit, els adolescents Tony i Marcy es troben a una platja propera. Arriba Ramsès, deixa inconscient a Tony i treu el cervell de Marcy del crani. Thornton i el cap arriben a l'escena però no poden obtenir cap informació útil d'un Tony histèric. Més tard interroguen la mare de Marcy, que els diu que Marcy pertanyia a un club de lectura. Temps després, Ramsès marca un motel. Truca a la porta d'una dona i l'ataca quan ella respon, arrencant-li la llengua com un ingredient més del seu "festí de sang".
A la universitat local, Suzette assisteix a una conferència d'estudis egipcis amb el seu xicot, el detectiu Thornton. El conferenciant, el doctor Flanders, els parla del faraó Ramsès I i Ramsès II i el culte d'Ishtar que va prosperar durant la el seu govern cinc mil anys abans. Descriu un ritual en què les dones eren sacrificades a la deessa en un altar, les parts del seu cos es preparaven i servien com a plats a la festa; es deia que això va fer que Ishtar renaixés. Després de la conferència, Suzette i Thornton s'assabenten que una víctima ha estat trobadagairebé morta i ha estat traslladada a un hospital. Thornton condueix la Suzette a casa i es dirigeix a l'hospital. La víctima, identificada com a Janet Blake, explica que el seu atacant va dir alguna cosa que sonava a "Etar" i mor.
Ramses rep una carta de l'amiga de Suzette, Trudy Sanders, en la qual li demana una còpia de Ancient Weird Religious Rites anunciada al diari; ell segresta la Trudy aquella nit. L'endemà, la Trudy es desperta a la cambra del darrere de Ramsès. Ramsès colpeja la Trudy amb un fuet, recollint la seva sang en un calze de plata. La Suzette informa a Thornton que un Fuad Ramses atendrerà el seu sopar i servirà una autèntica festa egípcia en honor d'Ishtar. Observant la similitud entre el nom Ishtar i la paraula "Etar", Thornton truca al doctor Flanders i s'assabenta que Ramses és l'autor d'Ancient Weird Religious Rites. Deduint que Ramses és l'assassí, Thornton i la policia corren cap a la botiga de Ramses, on descobreixen el santuari d'Ishtar, el cos de la Trudy i altres restes humanes. La policia es dirigeix a la casa de Fremont per arrestar Ramses i evitar que els convidats participin a la festa.
Rameès arriba al sopar i demana a la Suzette que l'ajudi a fer la festa "més autèntica". Fa que la Suzette s'estigui sobre un taulell de la cuina i li diu que tanqui els ulls i ofereixi una pregària a Ishtar. Mentre aixeca el matxet per decapitar-la, la Sra. Fremont entra a la cuina i ell fuig. La policia persegueix Ramses a través d'un abocador, i ell s'enfila a la part posterior d'un camió d'escombraries. El conductor del camió, inconscient, encén el compactador d'escombraries, aixafant Ramses. Thornton explica al cap com va deduir la identitat de l'assassí i diu que Ramses devia haver conservat una llista de persones que van demanar el seu llibre com a víctimes potencials. Els detectius tornen a comissaria a redactar el seu informe; en un altre lloc, l'estàtua d'Ishtar vessa llàgrimes de sang.

## Repartiment
- William Kerwin com el detectiu Pete Thornton (acreditat com a Thomas Wood)
- Mal Arnold com Fuad Ramses
- Connie Mason com Suzette Fremont
- Lyn Bolton com a Sra. Dorothy Fremont
- Scott H. Hall com el cap de policia Frank
- Christy Foushee com a Trudy Sanders (acreditada com a Toni Calvert)
- Ashlyn Martin com a Marcy Franklin
- Astrid Olson com a Víctima del Motel
- Sandra Sinclair com a Pat Tracey
- Gene Courtier com a Tony
- Louise Kamp com a Janet Blake/Víctima del sacrifici
- Hal Rich com a metge hospitalari
- Al Golden com el Dr. Flandes

## Producció

### Desenvolupament
El concepte de Blood Feast va sorgir a principis dels anys 60, tres anys després de l'estrena de la pel·lícula de terror del director Alfred Hitchcock Psicosi. Lewis, abans professor al Mississippi State College, havia deixat la seva feina per entrar al negoci del cinema i va dirigir diverses pel·lícules de "nudie cutie" a principis dels anys 60, produïdes per David F. Friedman (que després produiria Blood Feast i diverses altres pel·lícules splatter que dirigiria Lewis). Lewis havia vist Psicosi i va sentir que la pel·lícula havia fet trampes mostrant els resultats dels assassinats a la pel·lícula, però no l'acció, perquè Hitchcock no podia arriscar-se a ser rebutjat pels cinemes. La idea principal darrere de Blood Feast era que s'abocarien banyeres de sang en un esforç per retratar un menjar egipci cuinat amb cossos de verges i la llengua d'una dona arrancada de la boca.

### Rodatge
El rodatge es va dur a terme a Miami, Florida durant un període de quatre dies, amb un pressupost de 24.000 dòlars. El director Lewis volia un attrezzo realista per a l'escena en què a una dona li treuen la llengua; per tal d'acomodar-ho, es va importar una llengua d'ovella de la badia de Tampa i es va utilitzar en l'escena. Tots els altres membres i òrgans utilitzats durant la producció es van importar localment. Lewis va filmar Blood Feast en color per mostrar la sang vermella utilitzada a la pel·lícula.

## Estrena
Distribuïda per Box Office Spectaculars, la pel·lícula es va estrenar el 6 de juliol de 1963 al Bellevue Drive-In a Bellevue (ara Peoria) Illinois. La pel·lícula fou estrenada com Egyptian Blood Feast a l'autocinema a Nova York.
El productor Friedman va proposar algunes acrobàcies publicitàries per a la pel·lícula, com ara donar "bosses de vòmit" als espectadors del cinema i treure intencionadament un mandat judicial contra la pel·lícula a Sarasota, Florida, per tal de per guanyar publicitat. Tots dos van ser molt efectives i van generar més interès per la pel·lícula, que va tenir un gran èxit, recaptant 4 milions de dòlars contra del seu minúscul pressupost de 24.500 dòlars.

### Censura
Al Regne Unit, la pel·lícula es va enfrontar a problemes de censura, i finalment va ser prohibida i afegida a la infame llista "video nasty". Va ser llançada en DVD el 2001 amb 23 segons de talls. El 2005, la pel·lícula finalment es va estrenar sense tallar amb un certificat 18 després de més de 40 anys de ser prohibida.

### Mitjans domèstics
Blood Feast va ser llançat per primera vegada en vídeo domèstic VHS per Continental Video als anys 80. També va rebre llançaments en VHS i en DVD de Something Weird Video a finals de la dècada de 1990.
El 2017, Arrow Video va llançar la pel·lícula en un paquet doble de DVD i Blu-ray.

### Recepció crítica
Blood Feast va rebre crítiques generalment negatives. Variety va declarar que la pel·lícula era una "sorpresa totalment inepta", "increïblement crua i poc professional de principi a fi" i "un insult fins i tot al públic més pueril i salaç". La ressenya va titllar tota la producció de "fiasco", qualificant el guió (acreditat a Louise Downe) d’"insensat" i l'actuació "amateur". Pel que fa a la direcció, el treball de càmera i la composició musical de Lewis, la revisió va jutjar que havia "fracassat desastrosament en els tres aspectes". El Los Angeles Times va descriure Blood Feast com "una taca sobre la indústria cinematogràfica estatunidenca." Stephen King ha dit que és "la pitjor pel·lícula de terror" que havia vist mai
En resposta a les crítiques de Variety a la pel·lícula, Friedman va dir: "Herschell i jo sovint ens hem preguntat qui li va dir a l'escriba de Variety que ens estaven prenent seriosament".
A Jerry Renshaw d’Austin Chronicle li va agradar la pel·lícula, però va criticar la mala interpretació i el pressupost notablement baix de la pel·lícula. Renshaw va concloure la seva ressenya titllant la pel·lícula d'"ofensiva, desagradable, cutre i repugnant, però també molt divertida, si pots suportar la vista de les tripes".
Al seu lloc web Fantastic Movie Musings and Ramblings, Dave Sindelar va destrossar la pel·lícula, criticant l'actuació i afirmant que el director Lewis "aconsegueix que les seves pel·lícules semblin pel·lícules casolanes sense donar-les aquest aire de versemblança que les faria creïbles". Dennis Schwartz d’Ozus' World Movie Reviews va donar a Blood Feast una nota C, afirmant que era "una d'aquelles pel·lícules molt dolentes de les quals a uns els agrada riure's i d'altres burlar-se i altres fer les dues coses".
Fred Beldin d’Allmovie va escriure, "La trama és desgastada, l'actuació està a l'altura de les obres de teatre de secundària més maldestres i la direcció és estàtica i poc implicada. No obstant això, aquest és un dels estrenes importants de la història del cinema, donant lloc a una nova acceptació de la violència explícita que òbviament només esperava ser explotada".
Al lloc web de l'agregador de ressenyes Rotten Tomatoes, la pel·lícula té una puntuació d'aprovació del 38% basada en 13 ressenyes, amb una mitjana ponderada de 4,48/10.

### Importància
Blood Feast immediatament es va fer notòria per la seva violència i sang explícita. Sovint es cita erròniament com una de les primeres pel·lícules que mostra persones morint amb els ulls oberts (els exemples anteriors inclouen la pel·lícula de D. W. Griffith de 1909 The Country Doctor , la pel·lícula de William A. Wellman de 1931 The Public Enemy i Psicosi dels anys 60).
Fuad Ramses va ser descrit per l'autor Christopher Wayne Curry, al seu llibre A Taste of Blood: The Films of Herschell Gordon Lewis, com "el boig original amb matxet" i el precursor de personatges similars a Divendres 13 i Halloween. Lewis va dir de la pel·lícula: "Sovint m'he referit a Blood Feast com un poema de Walt Whitman. No és bo, però va ser el primer d'aquest tipus." "Un dels grans de tots els temps", l’entusiasta cantant de Cramps i aficionat al terror Lux Interior. "Va ser la primera pel·lícula gore... Ara, sembla una mica divertida, però encara està molt malalta."
Blood Feast és la primera part del que els fans del director anomenen "La trilogia de la sang". Completa la trilogia Two Thousand Maniacs! (1964) i Color Me Blood Red (1965). Després de la tercera, el productor Friedman va dir: "Crec que de moment deixarem de fer més pel·lícules de 'súper sang i gore', ja que molts dels nostres contemporanis estan llançant produccions similars, la qual cosa comporta el risc que el mercat arribi ràpidament a un punt de saturació."

## Literatura
Lewis va escriure una novel·lació de Blood Feast coincidint amb l'estrena de la pel·lícula. La novel·la, que presenta versions significativament diferents dels personatges centrals Fuad Ramses, Pete Thornton i Suzette Fremont, té un to molt més humorístic que la pel·lícula i està ambientada a Chicago més que a Miami.
L'any 1991, Eternity Comics va publicar una adaptació en còmic de dos números en blanc i negre de la pel·lícula. Va ser escrita per Jack Herman, dibuixada a llapis per Stan Timmons i entintada per Mike Matthew.

## Seqüeles
Blood Feast va ser la primera part de la "Blood Trilogy" de Lewis, amb les altres Two Thousand Maniacs! i Color Me Blood Red.
El 2020 es va estrenar una seqüela, Blood Feast 2: All U Can Eat. Té lloc anys després de la primera pel·lícula, amb el net de Fuad seguint els passos del seu avi. Va ser la primera vegada que Lewis i Friedman havien treballat junts en una pel·lícula en 36 anys.
Blood Diner (1987) va ser produïda amb la intenció de convertir-lo en una "seqüela espiritual" de Blood Feast.

### Remake
Un remake dirigit per Marcel Walz i protagonitzat per Robert Rusler com a Fuad Ramses, va rebre una estrena limitada a les sales el 23 de juny de 2017.